# Świerczów (gmina)
Pour les articles homonymes, voir Świerczów.
Świerczów est une gmina rurale du powiat de Namysłów, Opole, dans le sud-ouest de la Pologne. Son siège est le village de Świerczów, qui se situe environ 14 km au sud de Namysłów et 34 km au nord de la capitale régionale Opole.
La gmina couvre une superficie de 110,32 km2 pour une population de 3 666 habitants.

## Géographie
La gmina inclut les villages de Bąkowice, Bielice, Biestrzykowice, Dąbrowa, Gola, Grodziec, Kuźnica Dąbrowska, Miejsce, Miodary, Pieczyska, Starościn, Świerczów, Wężowice et Zbica.
La gmina borde les gminy de Domaszowice, Lubsza, Namysłów, Pokój et Popielów.